# David Wayne
David Wayne, alternativnamn David McKeekan Wayne,  född 30 januari 1914 i Traverse City i Michigan, död 9 februari 1995 i Santa Monica i Kalifornien var en amerikansk skådespelare med en karriär som spänner över nästan ett halvt sekel.

## Biografi
David Wayne föddes som Wayne James McMeekan i Traverse City och växte upp i Bloomingdale i Michigan. Waynes första stora Broadwayroll var Og the leprechaun i Finian's Rainbow, för vilken han vann Theatre World Award. Det var den första Tony som delades ut till en skådespelare i en musikal. Han tilldelades en andra Tony för bästa skådespelare inom teater för The Teahouse of the August Moon och nominerades som bästa skådespelare inom musikal för The Happy Time. Han spelade rollen som Ensign Pulver i komedin Mister Roberts och även i Say, Darling, After the Fall och Incident at Vichy.
Inom filmen har Wayne oftast spelat biroller, som till exempel i Adam's Rib, 1949 (Adams revben) där han spelade mot Spencer Tracy och Katharine Hepburn. Han porträtterade barnamördaren, ursprungligen spelad av Peter Lorre, i nyinspelningen av M (1951). Han spelade även i The Tender Trap (1955) tillsammans med Frank Sinatra, Debbie Reynolds och Celeste Holm.
Han förekom även i fyra filmer med Marilyn Monroe (fler än någon annan skådespelare): As Young as You Feel (1951), We're Not Married (1952), O. Henry's Full House (1952) (här förekom han aldrig i samma scen som Monroe) och How to Marry a Millionaire (1953) (Hur man får en miljonär).
Wayne uppmärksammades även för sitt porträtt av Charles Dutton i filmversionen av Michael Crichtons The Andromeda Strain 1971, (Hotet). Han spelade även Hattmakaren, en av de återkommande skurkarna i TV-serien Läderlappen under 1960-talet.
Han spelade tillsammans med Jim Hutton i TV-serien Ellery Queen på 1970-talet (som Queens far), och porträtterade Amos Wetherby i TV-serien House Calls med Lynn Redgrave och senare Sharon Gless.
Wayne spelade Digger Barnes i CBS drama Dallas från 1978 till 1979. Han spelade även "Big Daddy" - Blanches far i Pantertanter. 
David Wayne dog i Santa Monica i Kalifornien.

## Filmografi
- Survivalist (1987)
- Jakten på miljonerna (1984)
- An American Christmas Carol (1979)
- The Prizefighter (1979)
- The Gift of Love (1978)
- Black Beauty (1978)
- In the Glitter Palace (1977)
- Ellery Queen (1975)
- Äppelknyckargänget (1975)
- Stoppa pressarna (1974)
- Huckleberry Finn (1974)
- Hotet (1970)
- Det stora vågspelet (1960)
- Vredens man (1959)
- Evas tre ansikten (1957)
- Alla tiders hösäck (1957)
- The Naked Hills (1955)
- Ljuva ungkarlstid (1955)
- Havets demoner (1954)
- Down Among the Sheltering Palms (1953)
- Åklagaren (1953)
- På musikens vingar (1953)
- Hur man får en miljonär (1953)
- Med en sång i mitt hjärta (1952)
- Wait Till the Sun Shines, Nellie (1952)
- Livets glada karusell (1952)
- Vi är inte gifta (1952)
- M = mördaren (1951)
- Plats för skratt (1951)
- My Blue Heaven (1950)
- Bort med tassarna (1950)
- Porträtt av Jennie (1949)
- Adams revben (1949)

## Teater

### Roller
| År   | Roll        | Produktion                      | Regi           | Teater                                        |
| ---- | ----------- | ------------------------------- | -------------- | --------------------------------------------- |
| 1964 | Ordföranden | After The Fall Arthur Miller    | Elia Kazan     | ANTA Washington Square Theatre, New York, USA |
| 1964 | Kublai Khan | Marco Millions Eugene O'Neill   | José Quintero  | ANTA Washington Square Theatre, New York, USA |
| 1964 | von Berg    | Incident at Vichy Arthur Miller | Harold Clurman | ANTA Washington Square Theatre, New York, USA |